# Wolfgang Münchau
Wolfgang Münchau (1961) es un periodista económico alemán. Estudió matemáticas en la Universidad a Distancia de Hagen y obtuvo allí su diploma. En Reutlingen completó un aprendizaje como economista empresarial, en la Universidad de la City de Londres estudió periodismo internacional obteniendo la Maestría.

## Trayectoria profesional
Comenzó su carrera periodística en 1988 en el The Times de Londres, donde ocupó diversos cargos hasta 1995, incluidos los de corresponsalía en Washington y Bruselas. Luego, Münchau fue empleado por el Financial Times como corresponsal comercial hasta 1999. En el mismo año, se convirtió en cofundador del Financial Times Deutschland, donde inicialmente se desempeñó como jefe de noticias y desde septiembre de 2001 hasta agosto de 2003 fue editor en jefe. Se mudó a Bruselas para cubrir los asuntos de la Unión Europea como columnista de Europa y editor asociado.
En 2006, junto con Susanne Mundschenk, Münchau fundó el servicio económico Eurointelligence ASBL, una plataforma de Internet para análisis económicos de la eurozona. En 1989 recibió el premio Wincott Young Financial Journalist of the Year. En 2016, Münchau recibió el Premio de la Sociedad Keynes.
En su libro El fin de la economía social de mercado, publicado en 2006, Münchau llama a la superación del sistema de economía social de mercado y a la creación de una «economía de mercado sin adjetivos». Critica el concepto alemán de política regulatoria y ordoliberalismo según Walter Eucken y Ludwig Erhard, que no se basa en teorías económicas científicas en su núcleo, sino que se basa en el pensamiento legal y conceptos filosóficos y teológicos. Destaca la influencia de la enseñanza social cristiana en el período de posguerra en el surgimiento de un dogma económico que estuvo particularmente representado por políticos y economistas conservadores. Las reformas de la economía social de mercado, como se intentó con la Agenda 2010 y las reformas de Hartz, no pudieron superar el débil crecimiento de Alemania.
Los puntos de vista de Wolfgang Münchau sobre la crisis económica y financiera mundial se plasmaron en su libro de 2009 The Meltdown Years. Allí describe cómo, a partir de la insolvencia del Banco Herstatt en Colonia, se introdujeron regulaciones mundiales de capital social para los bancos, lo que creó incentivos para un comportamiento crediticio procíclico y, por lo tanto, contribuyó al desarrollo asolado por la crisis. Münchau identifica la mayoría de las causas previamente sospechadas de la crisis financiera mundial como un desencadenante, pero no como una explicación. El banco central estadounidense, con su política monetaria expansiva como presunta causa de la crisis, solo bajó sus tasas de interés a un mínimo histórico a principios de la década de 2000 porque las importaciones baratas de China mantuvieron bajas las tasas de inflación. Por lo tanto, el autor culpa a construcciones defectuosas en el sistema económico y monetario global por la crisis financiera.

## Publicaciones
- Das Ende der Sozialen Marktwirtschaft. Hanser, München/Wien 2006, ISBN 978-3-446-40559-2
- Vorbeben. Was die globale Finanzkrise für uns bedeutet und wie wir uns retten können. Hanser, München 2008, ISBN 978-3-446-41390-0; komplett überarbeitete und aktualisierte Ausgabe: Kernschmelze im Finanzsystem. ebd., 2008, ISBN 978-3-446-41847-9
- The Meltdown Years. The Unfolding of the Global Economic Crisis. McGraw-Hill, 2009, ISBN 0071634789
- Makro-Strategien. Sicher investieren, wenn Staaten pleitegehen. Hanser, München 2010, ISBN 978-3-446-42345-9
- Letzter Ausweg gemeinsame Anpassung – die Eurozone zwischen Depression und Spaltung. Abteilung Wirtschafts- und Sozialpolitik der Friedrich-Ebert-Stiftung, Bonn 2010, ISBN 978-3-86872-388-5